# Байвель, Полина Леопольдовна
Полина Леопольдовна Байвель (род. 1968) — британский инженер и учёный советского происхождения, профессор оптических коммуникаций и сети на кафедре электроники и электротехники в университетском колледже Лондона. Она сделала большой вклад в исследования и разработки с высокой пропускной способностью многоволновых оптических сетей.

## Обучение
Родилась в Харькове в еврейской семье. Выросла в Ленинграде, где проживала до эмиграции из СССР в 1978 году. Её отец — физик Леопольд Петрович Байвель (англ. Leopold P. Bayvel); мать — Рахиль Байвель (?—2016) — до эмиграции была инженером-технологом в текстильной промышленности, а в Великобритании работала дизайнером и позже исследователем в области истории восточноевропейских евреев.
Она получила образование в университетском колледже Лондона, где ей была присуждена степень бакалавра технических наук в 1986 году, затем докторскую степень в 1990 году.
Также в 1990 году П. Байвель выиграла грант на научную стажировку в Лондонское королевское общество по обмену с оптоволоконной лабораторией Института общей физики Академии Наук СССР в Москве.

## Научные исследования
П. Байвель сосредоточила все свои исследования на увеличение скорости и емкости волоконно-оптических систем связи. Также она проводила фундаментальные исследования для ограничения емкости оптических нелинейностей и их смягчения.
Она была одной из первых, кто научно доказал целесообразность использования длины волны домена маршрутизации в оптических сетях в диапазоне расстояний и временных масштабах. П. Байвель создала применения этих новых оптических сетевых архитектурных концепций, которые были широко реализованы в коммерческих системах и сетях. Эти системы и сети лежат в основе Интернета и цифровых коммуникаций и инфраструктуры, необходимой для их роста. Ее исследования были профинансированы Исследовательским Советом инженерных и физических наук ..

## Награды и почетные звания
- Член Королевской академии инженерных наук (2002)
- Премия Фотонного общества Института инженеров электротехники и оэлектроники (2013)
- Royal Society Clifford Patterson Lecture[англ.] (2014)[15].
- Премия Колин Кэмпбелл Митчелл Королевской академии инженерных наук (2015)
- Член Лондонского королевского общества (2017)[16]
- Командор Ордена Британской империи (2017)[17]
- Медаль Румфорда Лондонского королевского общества (2023)

## Личная жизнь
П. Байвель - мать двоих детей (сыновей).